# Mesonemoura mastigophora
Mesonemoura mastigophora är en bäcksländeart som först beskrevs av Harper 1974.  Mesonemoura mastigophora ingår i släktet Mesonemoura och familjen kryssbäcksländor. Inga underarter finns listade i Catalogue of Life.